# گرن چاکو
گرن چاکو (به اسپانیایی: Gran Chaco) یک دشت در پاراگوئه است.
این منطقه در کشورهای بولیوی، پاراگوئه، شمال آرژانتین و استان‌های ماتو گروسو و ماتوگروسو جنوبی قرار دارد اما بخش اعظم آن در پاراگوئه قرار دارد و در سال‌های ۱۹۳۲ تا ۱۹۳۵ صحنه جنگ چاکو میان بولیوی و پاراگوئه بوده است.

## خصوصیات
گرن چاکو ۳۱۰ متر بالاتر از سطح دریا واقع شده‌است.